# Michael Köhler (Handballspieler)
Michael Köhler (* 23. Oktober 1984 in Güstrow) ist ein ehemaliger deutscher Handballspieler.

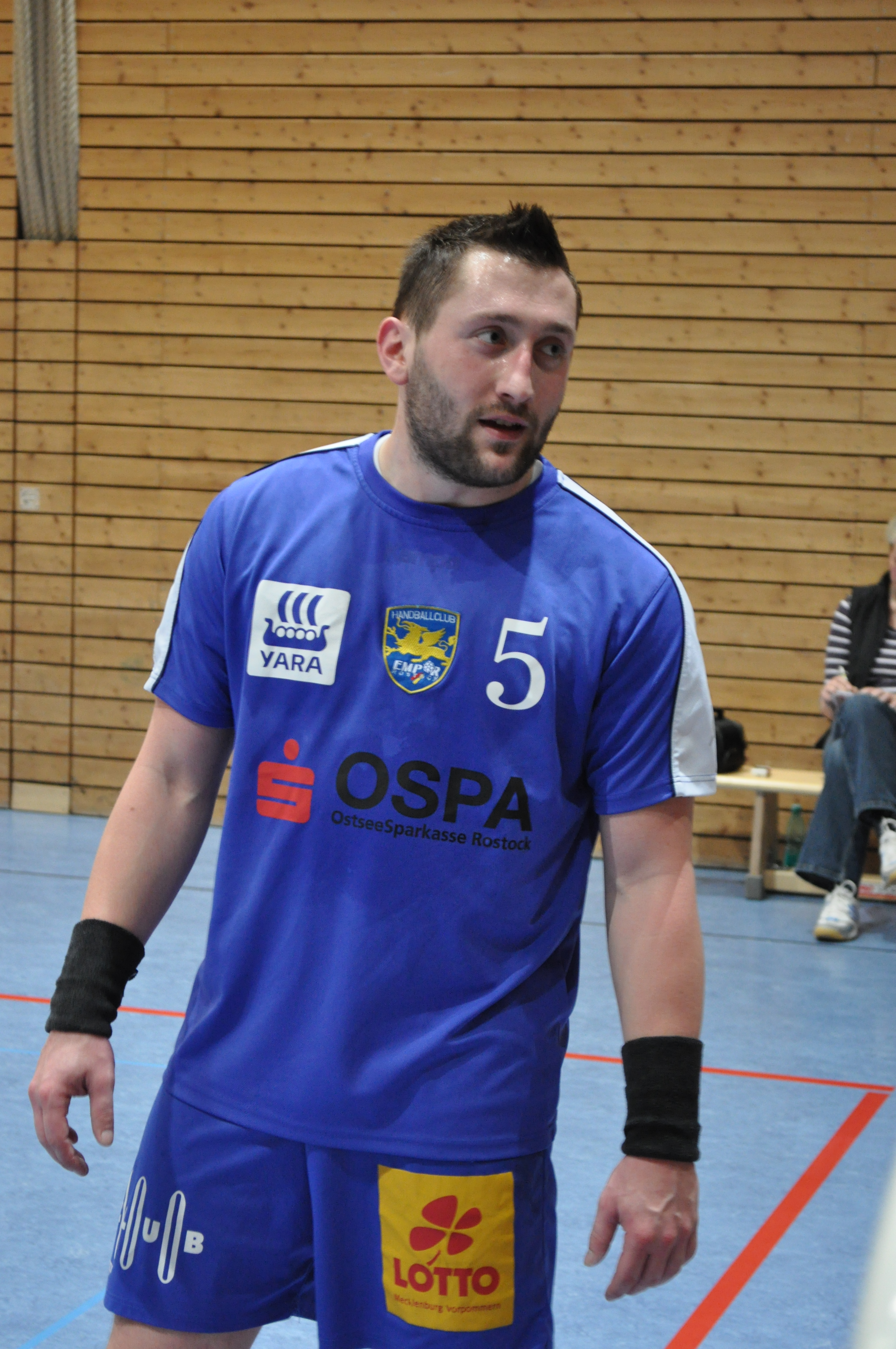
Michael Köhler (2010)

Der 1,80 Meter große rechte Außenspieler kam über die Vereine Güstrower HV, ThSV Eisenach und SG Werretal 92 im Jahr 2004 zum Stralsunder HV. In der Saison 2007/2008 spielt er bei der TSV Hannover-Burgdorf. Zur Saison 2008/2009 wechselte er zum HC Empor Rostock, bei dem er bis Juni 2010 unter Vertrag stand. Ab Januar 2011 spielte er wieder für den Stralsunder HV, sein Engagement dauerte bis zum Ende der Saison 2011/2012. Ab der Saison 2012/2013 spielt Michael Köhler beim SV Warnemünde. Ab 2016 war er für den Güstrower HV aktiv, wo er auch Spielertrainer war.
Nach einem Studium der Zahnmedizin ab 2008 an der Universität Rostock ist er in seiner Geburtsstadt als Zahnarzt tätig.